# Hoya mcgregorii
Hoya mcgregorii är en oleanderväxtart som beskrevs av Rudolf Schlechter. Hoya mcgregorii ingår i släktet Hoya och familjen oleanderväxter. Inga underarter finns listade i Catalogue of Life.